# Pilots de Fórmula 1 morts en accident

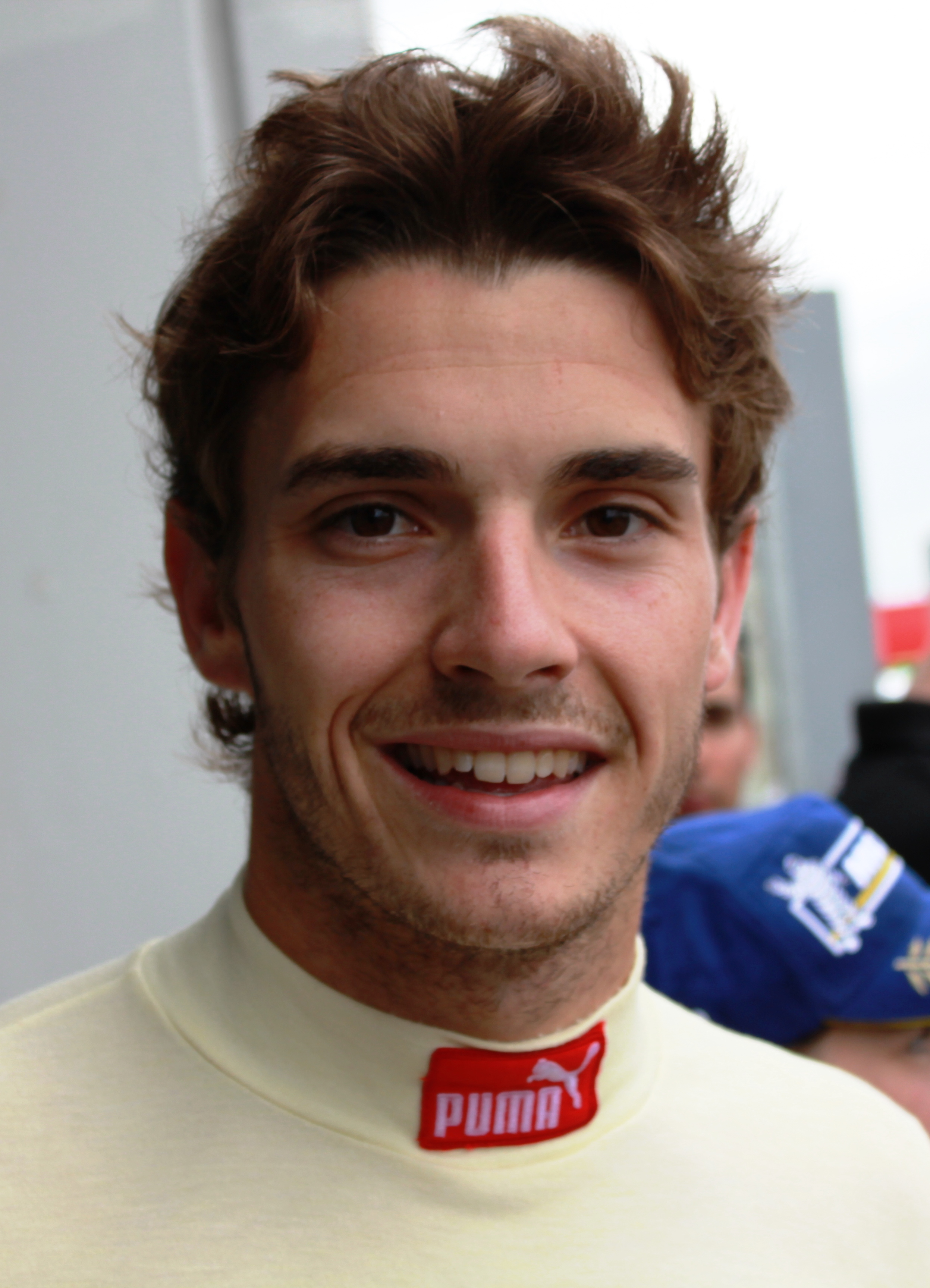
Jules Bianchi, l'últim pilot mort en accident a la F1

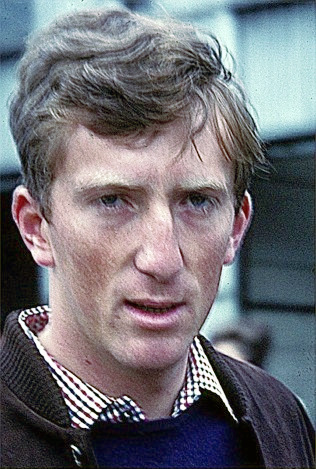
Jochen Rindt, fou campió del món de forma póstuma

Aquesta és una llista de pilots de Fórmula 1 morts en accident. Al llarg de la història de la Fórmula 1 un total de 28 pilots han mort a conseqüència d'accidents que han tingut lloc al llarg dels dies de competició, ja sigui a les curses, a les qualificacions o als entrenaments previs a la cursa.
A més a més, han mort també espectadors o treballadors del circuit en accidents que han tingut lloc a Gran Premi de l'Argentina del 1953
, Gran Premi d'Itàlia de 1961, Gran Premi de Mònaco de 1962, Gran Premi d'Espanya de 1975, Gran Premi de Sud-àfrica de 1977, Gran Premi del Japó del 1977, Gran Premi de Bèlgica de 1981, Gran Premi d'Itàlia de 2000 i el Gran Premi d'Austràlia de 2001.
La llista està actualitzada fins a la fi de la Temporada 2021 de Fórmula 1.

## Llista
1. 1954, 31 de juliol: Marimon, Onofre, al Gran Premi d'Alemanya de 1954, a la sessió de qualificació.[9]
2. 1958, 6 de juliol: Musso, Luigi, al Gran Premi de França de 1958[10]
3. 1958, 3 d'agost: Collins, Peter, al Gran Premi d'Alemanya de 1958[11]
4. 1958, 25 d'octubre: Lewis-Evans, Stuart, al Gran Premi del Marroc de 1958, a l'hospital sis dies després de l'accident.[12]
5. 1960, 19 de juny: Bristow, Chris, al Gran Premi de Bèlgica de 1960[13]
6. 1960, 19 de juny: Stacey, Alan, al Gran Premi de Bèlgica de 1960[14]
7. 1961, 10 de setembre: von Trips, Wolfgang, al Gran Premi d'Itàlia de 1961[15]
8. 1964, 2 d'agost: de Beaufort, Carel Godin, al Gran Premi d'Alemanya de 1964, a la sessió de qualificació.[16]
9. 1966, 7 d'agost: Taylor, John, al Gran Premi d'Alemanya de 1966,[17]
10. 1967, 7 de maig: Bandini, Lorenzo, al Gran Premi de Mònaco de 1967[18]
11. 1968, 7 de juliol: Schlesser, Jo, al Gran Premi de França de 1968[19]
12. 1969, 1 d'agost: Mitter, Gerhard, al Gran Premi d'Alemanya de 1969 a la sessió de qualificació.[20]
13. 1970, 21 de juny: Courage, Piers, al Gran Premi dels Països Baixos de 1970[21]
14. 1970, 6 de setembre: Rindt, Jochen, al Gran Premi d'Itàlia de 1970, a la sessió de qualificació.[22]
15. 1973, 29 de juliol: Williamson, Roger, al Gran Premi dels Països Baixos de 1973[23]
16. 1973, 7 d'octubre: Cevert, François, al Gran Premi dels Estats Units de 1973, a la sessió de qualificació.[24]
17. 1974, 22 de març: Revson, Peter, al Gran Premi de Sud-àfrica de 1974, als entrenaments lliures d'abans de la qualificació.[25]
18. 1974, 6 d'octubre: Koinigg, Helmuth, al Gran Premi dels Estats Units de 1974,[26]
19. 1975, 17 d'agost: Donohue, Mark, al Gran Premi d'Àustria de 1975, als entrenaments.[27]
20. 1977, 5 de març: Pryce, Tom, al Gran Premi de Sud-àfrica de 1977[28]
21. 1978, 11 de setembre: Peterson, Ronnie, al Gran Premi d'Itàlia de 1978, a l'hospital un dia després de l'accident.[29]
22. 1980, 1 d'agost: Depailler, Patrick, al Gran Premi d'Alemanya de 1980 als entrenaments lliures uns dies abans de la cursa.[30]
23. 1982, 8 de maig: Villeneuve, Gilles, al Gran Premi de Bèlgica de 1982, a la qualificació.[31]
24. 1982, 13 de juny: Paletti, Riccardo, Gran Premi del Canadà de 1982[32]
25. 1986, 15 de maig: de Angelis, Elio, durant uns test de Brabham al Paul Ricard[33]
26. 1994, 30 d'abril:  Ratzemberger, Roland, al Gran Premi de San Marino de 1994, a la sessió de qualificació.[34]
27. 1994, 1 de maig: Senna, Ayrton, al Gran Premi de San Marino de 1994,[35]
28. 2014, 5 d'octubre: Bianchi, Jules, al Gran Premi del Japó del 2014, mort el 17 de juliol del 2015, 9 mesos després de l'accident, sense haver sortit del coma.[36][37]